# 笑
大笑是一種令人愉快的身體反應，通常由橫膈膜和呼吸系統其他部分的有節奏的收縮組成。它是對某些外部或內部刺激的反應。笑聲可能來自諸如被搔癢之類的活動，或來自接受到被認知為幽默的訊息。最常見的是，它被認為是許多積極情緒狀態的聽覺表達，例如喜悅、歡快、幸福或緩解。然而，在某些情況下，它可能是由相反的情緒狀態引起的，例如尷尬、驚訝或困惑，例如緊張的笑聲或出於禮貌的笑聲。年齡、性別、教育、語言和文化都是衡量一個人在特定情況下是否會笑的指標。其他一些靈長類動物（如黑猩猩、大猩猩和紅毛猩猩等）在身體接觸（如摔跤、追逐遊戲或撓痒癢）時會發出類似笑聲的聲音。
笑聲是由大腦調節的人類行為的一部分，幫助人類闡明他們在社交互動中的意圖，並為對話提供情感背景。笑聲被用作成為團隊成員的信號—它表示接受對方及與他人的積極互動。接收到來自他人的笑的訊號刺激，很可能也會導致該接收者做出類似的反應。
相關科學研究領域有笑理學等。

## 笑

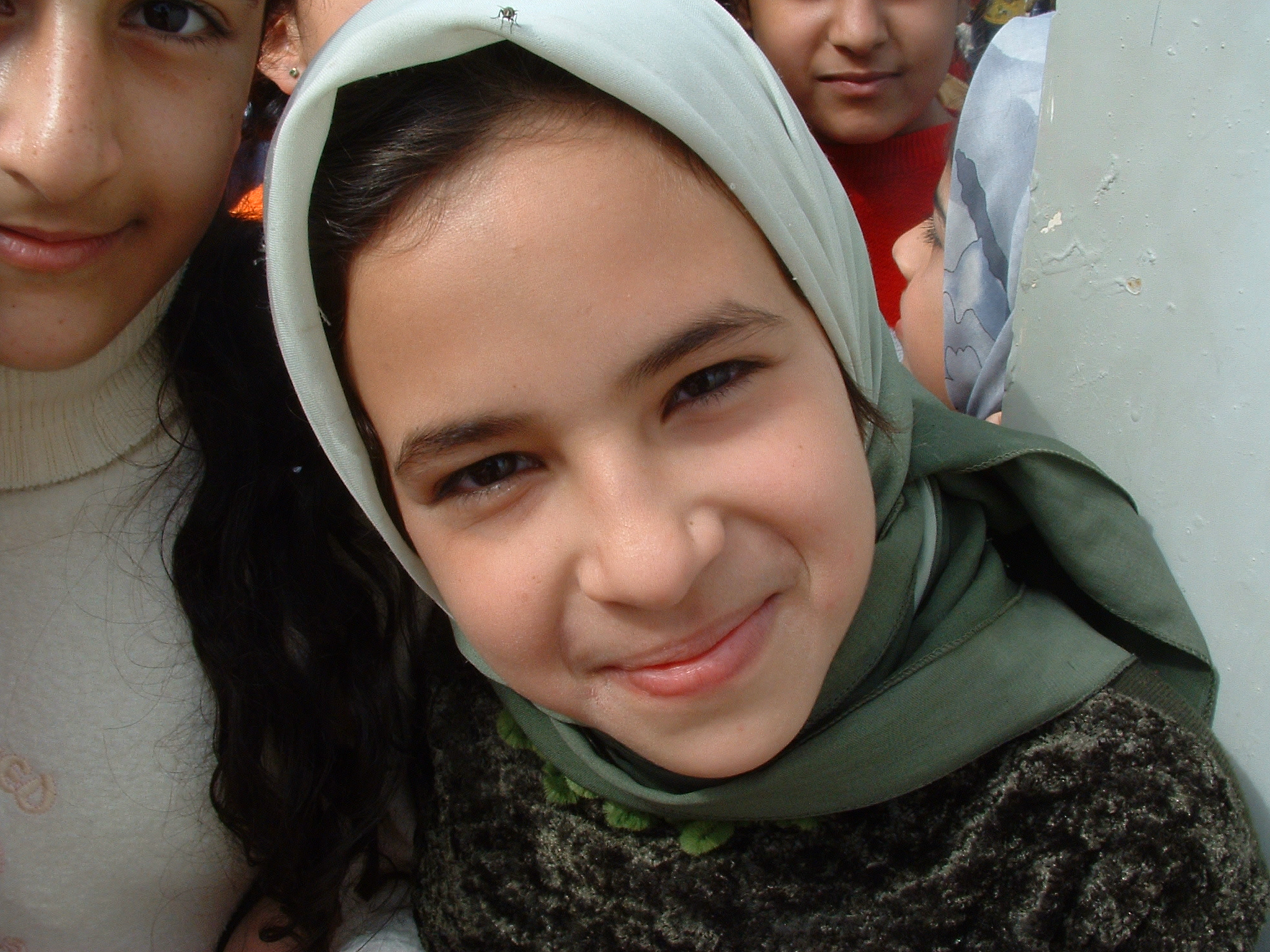
不露齿的自然微笑

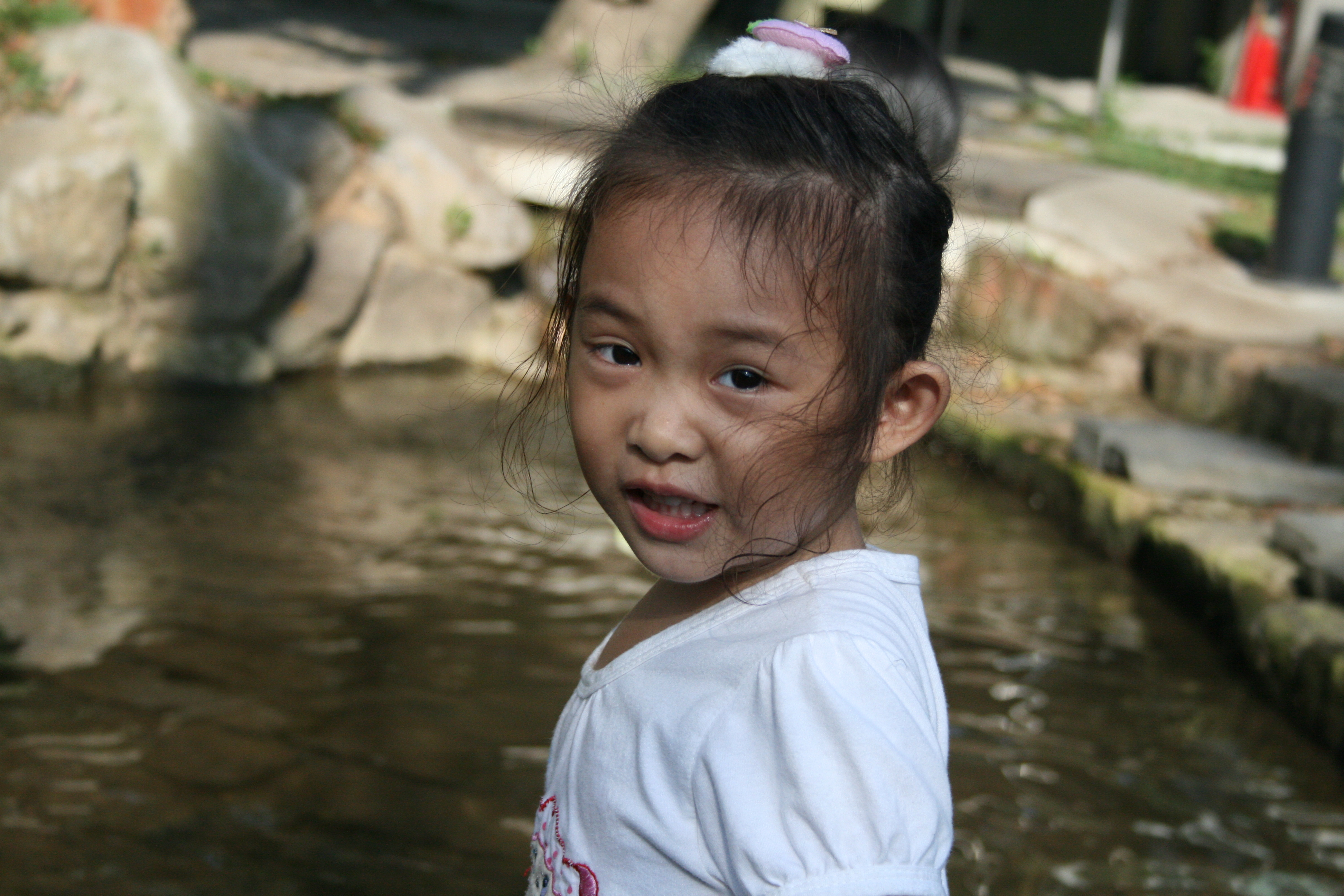
正在笑的女孩

笑的人一般是由于受到外界刺激而产生笑，笑的人通常心情能得到放松，减缓压力，而笑经常也能给别人带来快乐。應用在商業上，如服务员对顾客报以微笑，能给人留下温馨、深刻的印象，使顾客欢心，從而提高銷售額。

### 好處
- 人体胸肌得到扩张，加强了肺部运动，促进肺部呼吸功能
- 腹肌得到运动，收缩舒张时促进了胃液的产生，增进消化功能，增强食欲，促进新陈代谢。
- 增加血管肌肉运动，加强血液循环，使人更有精神。
- 较激烈的笑能让全身肌肉运动，放松身體。
- 现代医学认为笑可以成为一种治病方式，治疗神经衰弱，減少/甚至消除肌肉的紧张，预防或减缓疼痛。
- 掩蓋尷尬
- 形容自己有一個非常開心的感覺
- 加強友誼
- 無言的時候使用

### 壞處
医学认为高血压或心肌梗塞患者，過分激烈的笑對身體有害。
引起血压升高,導致缺氧，造成窒息而死亡。

### 科學解釋
笑在大脑中的专门化信号是由哭转化出来的一种续发信号，喜极而泣正是这种说法的表现。婴儿在出生時就懂得哭泣却在之后的3—4个月内才会懂得笑，亦是同样的道理。
笑往往由出乎意料的事情或社交联系触发。

### 婴儿的笑
科学家发现在婴儿在大约四个月大还不会说话以前，即便是失聪或失明的婴儿喉咙就能发出笑声。起初只有懂得分辨母亲（或喂养者）的婴儿才会懂得笑，因为见到母亲（喂养者）令婴儿感到高兴。随后一切可信任或熟悉的人都会令婴儿高兴发笑。此时的婴儿却只会发出咯咯的笑声，而不会哈哈大笑。通常情况下只有在婴儿懂得刺激或危险与快乐并存时才会哈哈大笑（例如最常与婴儿做的『虫虫飞』游戏，『蒙脸』以及『抛高』等游戏）。

## 笑声
在人类中有着多种多样的笑声，嘟哝、嗝嗝、嘻嘻、哈哈、呵呵、咳嗽声、打鼾声、鼻音、甚至与鸟叫声类似。科学认为不同的笑声代表着不同的含意，因此有了笑的分类。
科学发现男人低沉的笑声，频率约为43Hz（赫兹），女人尖锐的笑声竟达2083Hz（赫兹），她们尖锐的笑声甚至能使玻璃震碎。更多人认为女人的笑声比男人更悦耳，科学家猜测这可能是女人已发展出了一套更大更丰富的声音系统。而且科学家还发现女人其实比男人更能笑且笑得更多。

### 笑声的含义
笑聲除了表達快樂的感覺外，也是用來掩飾真實情緒的主要方式，例如當在團體生活的人類被同類在心理上被攻擊時，受害者若無法逆轉對自己不利的局面的話，他會以笑來掩飾對自己不利的氣氛和情緒；部分人類在做對團體/其他個體不利的行為時，會透過笑產生的多巴胺來壓抑令他感到不安/罪惡感的化學物質。

### 笑声录制的应用
情景喜剧、笑话类音频的在播放过程中会在笑料出现时配上预先录制的笑声，好像在提醒观众是时候笑了。如果去掉背景笑声，笑料未必会产生预料的有趣效果。根据发表在《Current Biology》的一项研究，科学家发现预先录制的笑声能让糟糕的笑话变得更有趣。研究人员招募了志愿者对糟糕的笑话进行评分，评分标准为1～7分，其中1分代表不好笑，7分代表非常好笑。研究人员挑选的笑话都是评分比较低的，但如果在朗读的时候配有预先录制的笑声，笑话的评分能得到提升。

### 在文章里的应用
各类文章的作者在需要表达角色当下的情绪时，常常使用‘呵呵’‘哈哈’‘嘻嘻’等拟声词。

## 笑的故事
在历史长河中以及文学作品中，留下许多有关于笑的故事。
《孟子·梁惠王上》里有这样一则成语故事：五十步笑百步，讲的是孟子用两军交战来向好战的梁惠王做比喻。说刚刚擂起战鼓，兵刃相交时就有士兵丢盔弃甲拖着兵器逃跑。有人跑了五十步停下，有人跑了一百步停下。跑了五十步的人则嘲笑跑了一百步的贪生怕死，却忘了自己虽然逃的没旁人远却也是逃了。
在成语中有关于笑的故事还有人笑亦笑等。
杜牧的诗《过华清宫》中写了：“长安回望绣成堆，山顶千门次第开。一骑红尘妃子笑，无人知是荔枝来。”是讲杨贵妃爱吃荔枝，唐玄宗为博得贵妃欢心，就派人从数千里外的南方用千里马运送回荔枝。
在诗、词句中关于笑的还有如苏轼的《蝶恋花》：“……墙里秋千墙外道，墙外行人墙里佳人笑……”。辛弃疾的《青玉案·元夕》：“……蛾儿雪柳黄金缕，笑语盈盈暗香去……”等。